# Pointe-du-Chêne
Pour les articles homonymes, voir Pointe-au-Chêne et Pointe-aux-Chênes (Louisiane).
Pointe-du-Chêne est un village du comté de Westmorland, au sud-est de la province canadienne du Nouveau-Brunswick. Le village a le statut de DSL. Dans le cadre de la réforme de la gouvernance locale du 1er janvier 2023, le DSL a été annexé à la ville de Shédiac.

Évolution territoriale de la paroisse de Shédiac après 1966.

## Géographie
Pointe-du-Chêne est situé au bord du détroit de Northumberland. Le village est généralement considéré comme faisant partie de l'Acadie.

### Géologie
Le sous-sol de Pointe-du-Chêne est composé principalement de roches sédimentaires du groupe de Pictou datant du Pennsylvanien (entre 300 et 311 millions d'années).

## Histoire
Pointe-du-Chêne est situé dans le territoire historique des Micmacs, plus précisément dans le district de Sigenigteoag, qui comprend l'actuel côte Est du Nouveau-Brunswick, jusqu'à la baie de Fundy. Le district de Pigtogeoag ag Epegoitnag est situé juste à l'Est.

## Démographie
(août 2016).
D'après le recensement de Statistique Canada, il y avait 716 habitants en 2016, comparativement à 761 en 2011, soit une baisse de 5,9 %. Il y a 937 logements privés, dont 408 occupés par des résidents habituels. Le village a une superficie de 2,60 km2 et une densité de population de 321,5 habitants au kilomètre carré.
| 2001 | 2006 | 2011 | 2016 |
| ---- | ---- | ---- | ---- |
| 744  | 835  | 761  | 716  |

## Économie
Entreprise Sud-Est, membre du Réseau Entreprise, a la responsabilité du développement économique.

## Administration

### Comité consultatif
En tant que district de services locaux, Pointe-du-Chêne est administré directement par le Ministère des Gouvernements locaux du Nouveau-Brunswick, secondé par un comité consultatif élu composé de cinq membres dont un président.
| Période                                  | Période | Identité           | Étiquette | Qualité |
| ---------------------------------------- | ------- | ------------------ | --------- | ------- |
| 200?                                     |         | Lucien Dumont      |           |         |
|                                          | 200?    | Florence McFarlane |           |         |
| Les données manquantes sont à compléter. |         |                    |           |         |

### Commission de services régionaux
Pointe-du-Chêne fait partie de la Région 7, une commission de services régionaux (CSR) devant commencer officiellement ses activités le 1er janvier 2013. Contrairement aux municipalités, les DSL sont représentés au conseil par un nombre de représentants proportionnel à leur population et leur assiette fiscale. Ces représentants sont élus par les présidents des DSL mais sont nommés par le gouvernement s'il n'y a pas assez de présidents en fonction. Les services obligatoirement offerts par les CSR sont l'aménagement régional, l'aménagement local dans le cas des DSL, la gestion des déchets solides, la planification des mesures d'urgence ainsi que la collaboration en matière de services de police, la planification et le partage des coûts des infrastructures régionales de sport, de loisirs et de culture; d'autres services pourraient s'ajouter à cette liste.

### Représentation et tendances politiques
Nouveau-Brunswick: Pointe-du-Chêne fait partie de la circonscription provinciale de Shediac—Cap-Pelé, qui est représentée à l'Assemblée législative du Nouveau-Brunswick par Victor Boudreau, du Parti libéral. Il fut élu en 2004 et réélu en 2006 et en 2010.
 Canada: Pointe-du-Chêne fait partie de la circonscription fédérale de Beauséjour. Cette circonscription est représentée à la Chambre des communes du Canada par Dominic LeBlanc, du Parti libéral.

## Vivre à Pointe-du-Chêne
L'église St. Winnifred's est une église anglicane. L'église Our Lady of Mercy (Notre-Dame-de-la-Merci) est une église catholique romaine faisant partie de l'archidiocèse de Moncton.
Il y a un bureau de poste à Pointe-du-Chêne. Le détachement de la Gendarmerie royale du Canada le plus proche est situé à Shédiac.
Les francophones bénéficient du quotidien L'Acadie nouvelle, publié à Caraquet, ainsi que des hebdomadaires L'Étoile, de Dieppe, et Le Moniteur acadien, de Shédiac. Les anglophones bénéficient quant à eux des quotidiens Telegraph-Journal, publié à Saint-Jean et Times & Transcript, de Moncton.

## Culture
Pointe-du-Chêne est mentionné dans le recueil de poésie La terre tressée, de Claude Le Bouthillier. La localité fait partie du « pays de la Mariecomo », comprenant la côte entre Richibouctou au nord et Cap-Pelé à l'est, dans le roman La Mariecomo de Régis Brun.